# 虞孟母
虞 孟母（ぐ もうぼ、278年 - 312年）は、中国東晋の元帝司馬睿の正室。西晋の時代に死没し、司馬睿が東晋を建てると皇后に追封された。

## 生涯
済陽郡外黄（河南省民権県）の人。父は南陽王文学の虞豫。母は正妻の王氏。
琅邪王司馬睿に嫁ぎ、妃（正室）となった。男子はなかったので嫉妬深く、側室の荀氏（明帝の母）を追放した。西晋末期の永嘉6年（312年）、死去した。
東晋の太興3年（320年）、皇后に追尊され、敬の諡を贈られた。その後、夫の諡を重ねて「元敬皇后」と称された。

## 伝記資料
- 『晋書』巻32 列伝第2 后妃下